# يوسف الشرميطي
يوسف الشرميطي (2004- ) هو لاعب كرة قدم برتقالي من أب تونسي وأم برتغالية تمتلك أصولا من الرأس الأخضر وهو قريب أمين الشرميطي الذي فاز بدوري أبطال إفريقيا عام 2007 مع النجم الساحلي ضد الأهلي المصري.
إنضم يوسف الشرميطي إلى نادي سبورتينغ لشبونة للناشئين عام 2018 ثم بدأ مسيرته الإحترافية مع نادي إفيرتون الإنجليزي سبق له أن لعب في جميع الفئات العمرية للمنتخب البرتغالي ورفض اللعب مع منتخب تونس وفق ما كشفت عنه وسائل الإعلام البرتغالية.